# Klaus von Klitzing
Klaus von Klitzing (Schroda, 1943. június 28. –) német fizikus, aki a kvantum Hall-effektus felfedezésével vált ismertté, s amiért 1985-ben megkapta a fizikai Nobel-díjat.

## Tanulmányai
Klitzing 1962-ben a quakenbrücki Artland középiskolában érettségizett. Ezután a Braunschweigi Műegyetemen tanult fizikát, és 1969-ben itt szerzett diplomát. Tanulmányait ezután a Würzburgi Egyetemen, Gottfried Landwehr vezetése alatt folytatta. PhD tanulmányának a következő volt a címe: A Tellurium galvanomágneses tulajdonságai erős mágneses térben. Ezt 1972-ben megvédte, majd 1978-ban habilitált.

## Kutatás és karrier
Pályafutása alatt az Oxfordi Egyetem Clarendon Laboratóriumában és Franciaországban a grenoble-i Mágnesteres Laboratóriumban (ma LMCM) dolgozott. Itt addig folytatta munkáját, míg 1980-ban ki nem nevezték a Müncheni Műegyetem professzorává. 1985. óta ő a stuttgarti Max Planck Szilárd Állapot Kutatási Központjának az egyik igazgatója.
A von Klitzing-állandó, RK = h/e2 = |25812,807557(18) Ω róla lett elnevezve, és ezzel állítanak emléket annak, hogy felfedezte a kvantum Hall-effektust. Ezen kívül szerepel a National Institute of Standards and Technology Állandók, Egységek és Bizonytalanságok Jegyzékében. Az állandó reciproka megegyezik a kvantumos vezetőképesség értékének felével.
Klitzing 2015-ös kutatásainak középpontjában az alacsony dimenziójú elektronrendszerek tulajdonságai állnak, melyek alacsony hőmérsékleten és nagy mágneses térben jellemzőek rájuk.

## Elismerések és kitüntetések
Von Klitzinget több elismeréssel és kitüntetéssel is jutalmazták, ezek közé tartoznak az alábbiak:
- 1981 Walter Schottky Díj
- 1982 Hewlett-Packard-díj
- 1985 Fizikai Nobel-díj
- 1985 Élethosszig tartó igazgatói állás a  Max Planck Institute for Solid State Research élén
- 1986 Baden-Württemberg Érdemrendje
- 1988 A Karl-Marx-Stadti Műegyetem díszdoktora
- 1988 Dirac-medál
- 1992 A Bathi Egyetem tiszteletbeli doktori kinevezése[7]
- 1999 A Német Fizikai Társaság tiszteletbeli tagja
- (ForMemRS)[2]
- 2005 A Brunswicki Tudományos Társaság Carl Friedrich Gauss Medálja[8]
- 2006 Az Oldenburgi Egyetem díszdoktora
- 2007 A Kínai Tudományakadémia tagja
- 2007 A Főpapi Tudományakadémia tagja
- 2009 Osztrák Tudományos és Művészeti Kitüntetés[9]
- 2012 Müncheni Műegyetem kitüntetett professzora
- A Professor von Klitzing Strasse Quakenbrückben és Klaus von Klitzing Strasse Landauban egyaránt von Klitzing után lettek elnevezve.